# Harmonia guggolziorum
Harmonia guggolziorum là một loài thực vật có hoa trong họ Cúc. Loài này được B.G.Baldwin mô tả khoa học đầu tiên.